# Родопи (областна единица)
Вижте пояснителната страница за други значения на Родопи.
Родопи (на гръцки: Νομός Ροδόπης, Номос Родопис) е ном в Република Гърция, част от областта Източна Македония и Тракия. Център на нома е град Гюмюрджина (Κομοτηνή, Комотини). На север номът граничи с Република България, на изток с Ном Еврос, на запад с Ном Ксанти, а на юг с Егейско море. Ном Родопи заедно с Ном Ксанти и Ном Еврос образува гръцката част от Тракия – Западна Тракия.
Номът има площ – 2543 км², население – 110 538 жители. Над 10% от населението на нома са турчеещи се българогоезични мюсюлмани. B областта живеят и немалко етнически турци. В 1914 г. над 1200 души (247 семейства) бежанци малоазийски българи, създават в местността Куштепе, Гюмюрджинско, новото село Климентово открито от окръжния управител Свинаров на 1 май с молебен на Охридския митрополит Борис, управляващ Маронийската (Гюмюрджинската) епархия. Днес селото не съществува.
Климатът е предимно средиземноморски, а в северната част е по-студен, заради преобладаващите планински терени.
Номът е измежду по-изостаналите в Гърция, но в последните години се полагат успешни усилия за развитието му.